# Campoo-Los Valles
Die Comarca Campoo-Los Valles ist eine der 10 Comarcas in der autonomen Gemeinschaft Kantabrien. Sie wurde, wie alle Comarcas in der Autonomen Gemeinschaft Kantabrien, mit Wirkung zum 28. April 1999 eingerichtet.
Der Name Campoo steht zugleich für eine Landschaft, deren Ausdehnung über die Grenzen des Landkreises hinaus und bis in das Land Kastilien-Leon hineinreicht. 
Landschaftlich handelt es sich um eine von Bergen umgebene Hochebene, wobei die westliche Gebirgsregion wiederum als Alto Campoo (hoher Campoo) bezeichnet wird. 
In dieser Region entspringt der Fluss Ebro, der wenige Kilometer nach seiner Quelle durch einen der drei Stauseen in seinem Verlauf fließt. Siedlungen befinden sich hauptsächlich um die der Stromerzeugung dienenden Stauseen und die Stadt Reinosa. Weite Teile der Landschaft sind unbewohnt und gelten als Biosphärenreservat, wobei sich in einem Teil des Gebirges ein Skigebiet befindet. Die Region ist ein Rückzugsgebiet von seltenen Tierarten und ca. 25 Braunbären.
Die Comarca umfasst elf Gemeinden auf einer Fläche von 1.012,09 km² mit dem Hauptort Reinosa.

## Gemeinden
| Gemeinde                    | Einwohner (2024) | Fläche km² | Dichte Einw./km² | Cod INE | Postleitzahl |
| --------------------------- | ---------------- | ---------- | ---------------- | ------- | ------------ |
| Campoo de Enmedio           | 3.736            | 91,06      | 41               | 39027   | 39200        |
| Campoo de Yuso              | 673              | 89,72      | 8                | 39017   | 39292        |
| Hermandad de Campoo de Suso | 1.616            | 222,65     | 7                | 39032   | 39211        |
| Pesquera                    | 70               | 8,93       | 8                | 39051   | 39491        |
| Reinosa                     | 8.566            | 4,12       | 2.079            | 39059   | 39200        |
| Las Rozas de Valdearroyo    | 261              | 57,35      | 5                | 39065   | 39213        |
| San Miguel de Aguayo        | 168              | 35,99      | 5                | 39070   | 39491        |
| Santiurde de Reinosa        | 256              | 30,98      | 8                | 39077   | 39490        |
| Valdeolea                   | 884              | 83,72      | 11               | 39092   | 39418        |
| Valdeprado del Río          | 320              | 89,33      | 4                | 39093   | 39419        |
| Valderredible               | 931              | 298,24     | 3                | 39094   | 39220        |
| Comarca Campoo-Los Valles   | 17.481           | 1.012,09   | 17               | –       | –            |